# 圍接棋
圍接棋（Gonnect），是由葡萄牙人João Pedro Neto在2000年推出結合圍棋吃子法與六貫棋勝利條件的兩人棋類。

## 棋具
採用圍棋棋盤。棋子用黑白圍棋。

## 規則
- 雙方輪流下一子，不可放棄下子。黑方先。

- 白方第一著可以交換為改下黑色。

- 用圍棋的吃法提掉敵子。

- 棋子以橫豎方向連結上下兩邊、或左右兩邊為勝。

- 使敵方無法下子也獲勝[1]。

## 外部連結
- 遊戲介紹 （页面存档备份，存于）
- 遊戲下載